# 亚斯诺希尔卡 (普利尼市镇)
亞斯諾希爾卡（烏克蘭語：Ясногірка），是烏克蘭北部日托米爾州日托米爾區普利尼市镇内的村落。面積0.46平方公里，海拔高度229米，2001年人口48，人口密度每平方公里104.8人。